# لي جايووك
لي جاي ووك (بالكورية: 이재욱) هو ممثل كوري جنوبي ولد في يوم 10 مايو 1998 في سول، بدأ التمثيل في سنة 2018 ومثل في مسلسلات ذكريات قصر الحمراء والمتمردات وهارو وجدت بالصدفة.

## الحياة الشخصية
في 27 فبراير 2024، ذكرت صحيفة ديسباتش أن لي جاي ووك في علاقة مع كارينا عضوة فرقة ايسبا. أكدت كلتا الوكالتين الشائعات لاحقًا. أصبح الاثنان أقرب بعد حضور عرض برادا في أسبوع الموضة في ميلانو في يناير 2024.

## الأعمال

### مسلسلات
| السنة     | العنوان                 | الدور                      | ملاحظة                       | م.     |
| --------- | ----------------------- | -------------------------- | ---------------------------- | ------ |
| 2018–2019 | ذكريات قصر الحمراء      | ماروكو هان                 |                              | [ 5 ]  |
| 2019      | المتمردات               | سيول جي هوان               |                              | [ 6 ]  |
| 2019      | هارو وجدت بالصدفة       | بايك هيون                  |                              | [ 7 ]  |
| 2020      | عندما يكون الجو جيدا    | لي جانغ وو                 |                              | [ 8 ]  |
| 2020      | Do Do Sol Sol La La Sol | سون وو جون                 |                              | [ 9 ]  |
| 2020      | الجمال الحقيقي          | بايك كيونغ                 | دور الكاميو (حلقة 4)         | [ 10 ] |
| 2021      | الرحيل الأخير           | كيم سو تشيول               | دور الكاميو (الحلقة 3-7)     | [ 11 ] |
| 2022–2023 | خيمياء الأرواح          | جانغ ووك                   |                              | [ 12 ] |
| 2022      | قبلة الحاسة السادسة     | البطل الذكر في فيلم "هارو" | دور الكاميو (الحلقة 3، 5، 9) | [ 13 ] |
| 2023      | لعبة الموت              | تشو تاي سانغ               | دور الكاميو                  | [ 14 ] |
| 2024      | الوريث المستحيل         | هان تاي أوه                |                              | [ 15 ] |
| 2025      | عزيزي هونغرانغ          | هونغرانغ                   |                              | [ 16 ] |

## الجوائز والترشيحات
| قائمة الجوائز والترشيحات               | قائمة الجوائز والترشيحات | قائمة الجوائز والترشيحات         | قائمة الجوائز والترشيحات                             | قائمة الجوائز والترشيحات | قائمة الجوائز والترشيحات |
| الجائزة                                | السنة                    | الفئة                            | عن عمل                                               | النتيجة                  | م.                       |
| -------------------------------------- | ------------------------ | -------------------------------- | ---------------------------------------------------- | ------------------------ | ------------------------ |
| جوائز نجم أبان                         | 2021                     | أفضل ممثل جديد                   | هارو وجدت بالصدفة                                    | رُشِّح                      | [ 17 ]                   |
| جوائز نجم أبان                         | 2021                     | جائزة النجم الشعبي، الممثل       | هارو وجدت بالصدفة                                    | رُشِّح                      | [ 18 ]                   |
| جوائز آسيا الفنية                      | 2020                     | أفضل مبتدئ لهذا العام            | لي جايووك                                            | فوز                      | [ 19 ]                   |
| جوائز آسيا الفنية                      | 2022                     | جائزة الشعبية – ممثل             | لي جايووك                                            | رُشِّح                      | [ 20 ]                   |
| جوائز آسيا الفنية                      | 2022                     | جائزة أفضل ممثل                  | خيمياء الأرواح                                       | فوز                      | [ 21 ]                   |
| جوائز آسيا للعارضات                    | 2022                     | جائزة آسيا الخاصة                | خيمياء الأرواح                                       | فوز                      | [ 23 ]                   |
| جوائز بايكسانغ للفنون                  | 2020                     | أفضل ممثل جديد – تلفزيون         | هارو وجدت بالصدفة                                    | رُشِّح                      | [ 24 ]                   |
| جوائز العلامة التجارية لهذا العام      | 2020                     | ممثل العام – مبتدئ               | لي جايووك                                            | فوز                      | [ 26 ]                   |
| اختيار Dong-A.com                      | 2019                     | جائزة هايجو                      | لي جايووك                                            | فوز                      | [ 27 ]                   |
| جوائز دراما كي بي إس                   | 2020                     | جائزة التميز، ممثل في مسلسل قصير | Do Do Sol Sol La La Sol                              | فوز                      | [ 28 ]                   |
| جوائز دراما كي بي إس                   | 2020                     | جائزة أفضل ثنائي                 | لي جايووك (مع غو أرا) Do Do Sol Sol La La Sol        | رُشِّح                      | [ 28 ]                   |
| جوائز البث الكورية                     | 2021                     | جائزة الشعبية                    | Do Do Sol Sol La La Sol                              | رُشِّح                      | [ 29 ]                   |
| جوائز الدراما الكورية                  | 2022                     | جائزة التميز العالمية            | خيمياء الأرواح                                       | فوز                      | [ 30 ]                   |
| جوائز العلامة التجارية الأولى في كوريا | 2023                     | جائزة النجم الصاعد               | لي جايووك                                            | رُشِّح                      | [ 31 ]                   |
| جوائز إم بي سي للدراما                 | 2019                     | أفضل ممثل جديد                   | هارو وجدت بالصدفة                                    | فوز                      | [ 32 ]                   |
| جوائز إم بي سي للدراما                 | 2019                     | جائزة أفضل ثنائي                 | لي جايووك (مع كيم هاي يوون و روون) هارو وجدت بالصدفة | رُشِّح                      | [ 32 ]                   |
| جوائز سيول الدولية للدراما             | 2021                     | الممثل الكوري المتميز            | Do Do Sol Sol La La Sol                              | رُشِّح                      | [ 33 ] [ 34 ]            |

## روابط خارجية
- لي جايووك على موقع IMDb (الإنجليزية)
- لي جايووك على موقع قاعدة بيانات الفيلم (الإنجليزية)

1. ↑  Asia Model Awards is an annual ceremony that recognizes Asia's top models and celebrities.[22]
2. ↑  Brand of the Year Awards is an awards ceremony hosted by the Korean Consumer Brand Committee, overseen by the Korean Consumer Forum and the Korea Economic Daily.[25]
3. ↑  Korea Broadcasting Awards is held every year by the Korea Broadcasting Association to commemorate Broadcasting Day.